# محرف رسومي

معيار نظام الحروف الدولي الموحد، نسخة 5.0

المحرف الرسومي (بالإنجليزية: Graphical character)‏ هو أي محرف يراد بها أن تكتب أو تطبع أو تعرض بأي شكل يمكن للبشر فهمه، بعبارة أخرى هي أي رموز مشفرة مرتبطه بصورة رمزية ما، كما يعتبرها نظام الـ ISO\IEC 646 أو كما يدعى عادة ASCII أو غيره من الأنظمة ذات الصلة به مثل نظام ISO 8859 أو نظام يونيكود.

## نظام ISO\IEC 646
في نظام ISO646 تتكون المحارف الرسومية من الصفوف 2 إلى 7 من لائحة الرموز، ولكن رمزين من رموز هذه الصفوف تستحق الذكر أحدمها يسمى رمز الفراغ الذي يقع في الصف 2 من العمود 0 والاخر يسمى رمز الحذف الذي يقع في الصف 7 من العمود 15.
وفي نظام ISO 646 يعد رمز الفراغ رمز تصويري وتحكمي بنفس الوقت، إذ يمكنه الظهور بشكل مرئي وإمتلاك دور تحكمي أيضا مثل تحريك رأس الطباعة.
وأما رمز الحذف فيعد رمز تحكمي وحسب، وهذا ليس حكرا على نظام ISO 646 فقط بل إنه رمز تحكمي بكل الانظمة ذات الصلة بـ ISO 646 مثل نظام يونيكود، ولكن العديد من مجموعات الرموز الحديثة تختلف عن ISO 646 وكنتيجة لهذا الاختلاف قد يشغل رمز تصويري اخر مكان حجز مسبقا لرمز الحذف.

## نظام يونيكود
وفي نظام يونيكود المحارف الرسومية هي تلك التي تأتي تحت تصنيف واحد عام مثل الحروف أو العلامات أو الارقام أو علامات الترقيم أو الرموز أو المسافات، وتصنيفات أخرى مثل تصنيفات التحكم العامة والتي هي مقسم الاسطر ومقسم الفقرات وتعد تصنيفات للتصميم أو للتحكم أو للأستخدام الخاص أو لتقوم مقام تصنيفات أخرى أو غير رمزية أو محجوزة.

## الرموز المتباعدة وغير المتباعدة
تعد معضم المحارف الرسومية رموز متباعدة، مما يعني أن كل نموذج لرمز متباعد ينبغي له أن يشغل مساحة عند التمثيل الصويري، وفي حالة المبرقة الكاتبة أو الآلة الكاتبة فإن هذا يعني تحرك الحامل بعد طباعة رمز ما، وفي حالة وضع النص كل رمز متباعد يشغل مربع واحد مساوي لغيره مما يمكّن وضع مكان الرمز أي رمز أخر، ويمكن أيضا وضع رمزين متباعدين احدهما بجانب الآخر مثل الحروف الغير أبجدية الموجودة في لغات شرق أسيا، وفي حال كان النص منقط خطيا باستخدام خطوط متناسبة فإن عرض مربعات الرموز غير متساوية مما يعني عدم إمكانية وضع رمز ما مكان رمز اخر.
ولدينا أيضا المحارف الرسومية غير المتباعدة، وأغلبها معدِلات وتسمى ايضاً رموز دامجة في نظام يونيكود وعلامات التشكيل مثال جيد عليها، وعلى الرغم من ندرة المحارف الرسومية غير المتباعدة في قائمة الرموز التقليدية إلا أنه ثمة العديد من هذه الرموز في بعض الانظمة مثل نظام يونيكود، وتتميز الرموز الدامجة بصورة رمزية خاصة بها ولكنها تحتل مربع رمز خاص برمز اخر يكون رمز متباعد، ويعد طباعة متكرره في بعض الانظمة التي عفا عليها الزمن مثل نظام طابع السطور.
ملاحظة: ليس كل المعدلات رموز غير متباعدة إذ يوجد ما يعرف بأحرف المعدلات المتباعدة.